# Dúo de cuerda n.º 2 (Mozart)
El Dúo de cuerda n.º 2 en si bemol mayor, K. 424, es una obra compuesta para violín y viola en verano de 1783, el segundo de los dos dúos que Mozart escribió para completar la serie de seis dúos de Michael Haydn para el Príncipe-arzobispo de Salzburgo, Hieronymus von Colloredo.

## Estructura
Consta de tres movimientos:
1. Adagio-Allegro, 4/4
2. Andante cantabile, mi bemol mayor, 6/8
3. Andante grazioso, 2/2

El último movimiento es un tema con seis variaciones y una coda. En su totalidad, este dúo se asemeja más a los cuatro de Haydn que el n.º 1, porque la viola está más limitada a proporcionar la armonía que en el KV 423. La serie se seis dúos fue presentada como obra de Haydn en su totalidad, y Colloredo fue incapaz de «detectar en ellos el evidente trabajo de Mozart».
Transportando la parte de la viola una octava hacia abajo y cambiando a clave de fa, la pieza estaría completamente preparada para ser interpretada por un violonchelo. Werner Rainer editó tal transcripción para Verlag Doblinger.